# Deutsche Fußballmeisterschaft der A-Junioren 1979/80
Die deutsche Fußballmeisterschaft der A-Junioren 1980 war die 12. Auflage dieses Wettbewerbes. Meister wurde der SV Waldhof Mannheim, der im Finale den FC Schalke 04 mit 2:1 besiegte.

## Teilnehmende Mannschaften
An der A-Jugendmeisterschaft nahmen die 16 Landesverbandsmeister teil.
| Regionalverband Nord | Regionalverband West                                                                            | Regionalverband Südwest                                                                  | Regionalverband Süd | Berlin                        |
| --- | ----------------------------------------------------------------------------------------------- | ---------------------------------------------------------------------------------------- | --- | ----------------------------- |
| - Schleswig-Holstein: SV Eintracht Segeberg - Hamburg: SC Concordia Hamburg - Bremen: Werder Bremen - Niedersachsen: SV Arminia Hannover | - Westfalen: FC Schalke 04 - Mittelrhein: SV Bayer 04 Leverkusen - Niederrhein: Rot-Weiss Essen | - Rheinland: TuS Neuendorf - Südwest: 1. FC Kaiserslautern - Saarland: 1. FC Saarbrücken | - Hessen: Kickers Offenbach - Baden: SV Waldhof Mannheim - Südbaden: FC Emmendingen - Württemberg: SSV Ulm 1846 - Bayern: 1. FC Nürnberg | - Berlin: Blau-Weiß 90 Berlin |

## Achtelfinale
Hinspiele: So 01.06. Rückspiele: So 08.06.
|                        | Gesamt          |                     | Hinspiel | Rückspiel |
| ---------------------- | --------------- | ------------------- | -------- | --------- |
| SV Arminia Hannover    | 5:3             | Rot-Weiss Essen     | 2:1      | 3:2       |
| Blau-Weiß 90 Berlin    | 3:2             | SSV Ulm 1846        | 2:0      | 1:2       |
| SV Eintracht Segeberg  | 02:10           | TuS Neuendorf       | 1:5      | 1:5       |
| FC Emmendingen         | 3:8             | FC Schalke 04       | 2:5      | 1:3       |
| SV Bayer 04 Leverkusen | 4:8             | SV Waldhof Mannheim | 2:3      | 2:5       |
| 1. FC Kaiserslautern   | 3:5             | Kickers Offenbach   | 1:1      | 2:4       |
| SC Concordia Hamburg   | 1:0             | 1. FC Saarbrücken   | 1:0      | 0:0       |
| SV Werder Bremen       | 3:3 (1:3 i. E.) | 1. FC Nürnberg      | 1:1      | 2:2       |

## Viertelfinale
Hinspiele: So 15.06. Rückspiele: So 22.06.
|                      | Gesamt |                      | Hinspiel | Rückspiel |
| -------------------- | ------ | -------------------- | -------- | --------- |
| SV Arminia Hannover  | 3:1    | Blau-Weiß 90 Berlin  | 1:1      | 2:0       |
| TuS Neuendorf        | 1:3    | FC Schalke 04        | 1:1      | 0:2       |
| SV Waldhof Mannheim  | 4:2    | 1. FC Kaiserslautern | 3:1      | 1:1       |
| SC Concordia Hamburg | 00:13  | 1. FC Nürnberg       | 0:7      | 0:6       |

## Halbfinale
Hinspiele: So 29.06. Rückspiele: So 06.07.
|                     | Gesamt |                | Hinspiel | Rückspiel |
| ------------------- | ------ | -------------- | -------- | --------- |
| SV Arminia Hannover | 1:9    | FC Schalke 04  | 1:2      | 0:7       |
| SV Waldhof Mannheim | 4:3    | 1. FC Nürnberg | 3:2      | 1:1       |

## Finale
| FC Schalke 04                                                | FC Schalke 04 | SV Waldhof Mannheim | SV Waldhof Mannheim |
| ------------------------------------------------------------ | --- | --- | ------------------- |
| FC Schalke 04                                                | \| Sonnabend, 12. Juli 1980 in Oberhausen (Stadion Niederrhein) \| \| Ergebnis: 1:2 (1:1) \| \| Zuschauer: 10.000 \| \| Schiedsrichter: Walter Eschweiler (Euskirchen) \|                                                    | \| Sonnabend, 12. Juli 1980 in Oberhausen (Stadion Niederrhein) \| \| Ergebnis: 1:2 (1:1) \| \| Zuschauer: 10.000 \| \| Schiedsrichter: Walter Eschweiler (Euskirchen) \|                                                                                      | SV Waldhof Mannheim |
| FC Schalke 04                                                | Andreas Sandt – Sascha Jusufi – Hans-Jürgen Draxler (41. Marco Gruska), Frank Frye, Jürgen Wolf – Thomas Siewert, Rainer Kaiser, Michael Opitz – Wolfram Wuttke, Harald Kügler, Ulrich Schröder Cheftrainer: Fahrudin Jusufi | Uwe Zimmermann – Silvio Pennese – Pantelis Tsionanis, Dimitrios Tsionanis, Ulf Quaisser – Karlheinz Rühl (21. Thomas Weixler), Uwe Rahn, Alfred Schön – Volker Kispert (41. Gerhard Weisensel), Karl-Heinz Emig, Egbert Zimmermann Cheftrainer: Kurt Kobberger | SV Waldhof Mannheim |
| FC Schalke 04                                                | 1:1 Ulf Quaisser (41., Eigentor) | 0:1 Uwe Rahn (38.) 1:2 Egbert Zimmermann (78.) | SV Waldhof Mannheim |
| Sonnabend, 12. Juli 1980 in Oberhausen (Stadion Niederrhein) | | |                     |
| Ergebnis: 1:2 (1:1)                                          | | |                     |
| Zuschauer: 10.000                                            | | |                     |
| Schiedsrichter: Walter Eschweiler (Euskirchen)               | | |                     |